# جامعة وست فرجينيا
جامعة ويست فرجينيا (بالإنجليزية:West Virginia University) هي جامعة بحثية في مورغانتاون ، فيرجينيا الغربية ، الولايات المتحدة الأمريكية تأسست عام 1867. تشمل معهد جامعة ويست فرجينيا للتكنولوجيا في مونتغمري وكلية بوتوماك من جامعة وست فرجينيا في كيسير، بالإضافة إلى مدارس الجامعة الطبية وخدمات طب الأسنان في مركز تشارلستون . توفر الجامعة خدمة الإرشاد والتواصل مع المكاتب في كل من 55 مقاطعة غرب فرجينيا . وصل عدد الطلاب الملتحقين بالجامعة إلى حوالي 29466 في خريف الفصل الدراسي 2013 بحرم الجامعة الرئيسية، في حين بلغت معدلات الالتحاق في جميع الجامعات 32348 . WVU تقدم برامج متعددة ل200 درجة البكالوريوس والماجستير والدكتوراه، في 15 كلية .